# Lippay Gáspár

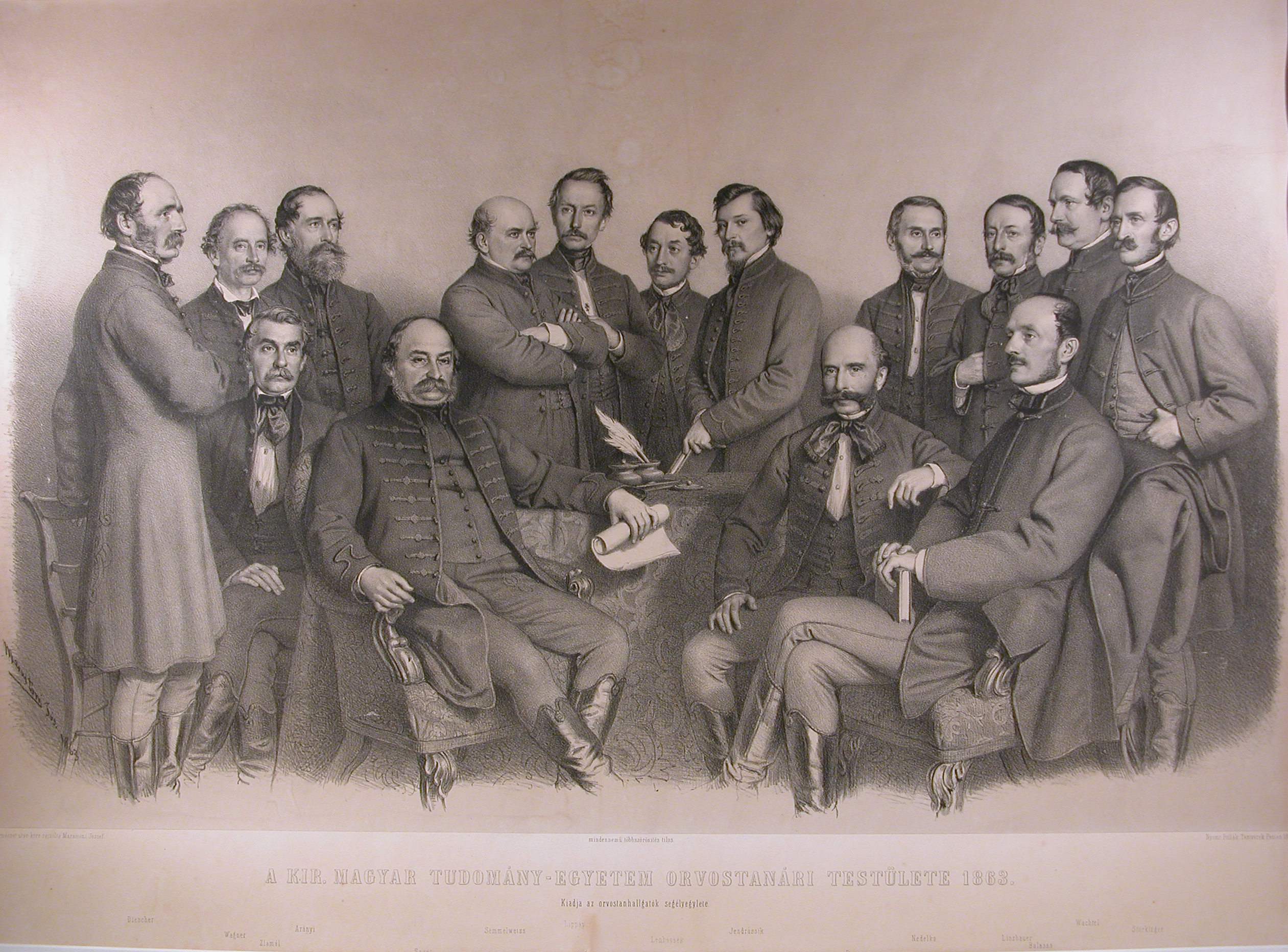
A Pesti Egyetem Orvostudományi Karának egyetemi tanárai 1863-ban. Balról jobbra állnak (1) Diescher János, (2) Wagner János, (3) Arányi Lajos, (4) Semmelweis Ignác (kezeit keresztben tartja), (5) Lippay Gáspár, (6) Lenhossék József, (7) Jendrássik Jenő, (8) Nedelkó Döme, (9) Linzbauer Ferenc, (10) Wachtel Dávid, (11) Stockinger Tamás. Ülnek: (12) Zlamál Vilmos, (13) Sauer Ignác, (14) Rupp N. János, (15) Balassa János. Festő Marastoni József

Zombori Lippay Gáspár (Keszthely, 1809. január 4. – Gyirmót, 1895. február 11.) orvos-sebészdoktor, szemészmester, királyi tanácsos, egyetemi tanár.

## Élete
Apja Festetics György gróf uradalmi kormányzó mérnöke volt. Szülei korán elhalván, nevelését anyai nagybátyja, Kolosváry Sándor veszprémi kanonok és K. Miklós jószágkormányzó intézték. Középiskoláinak (Pápán, Győrött, Sopronban és Pozsonyban) elvégzése után eleinte Győrött jogot hallgatott, majd Pestre ment orvosnövendéknek; a tanfolyam két utolsó évét Bécsben végezte és ugyanitt avattatott 1834. december 22-én orvosdoktorrá, 1836-ban sebészdoktorrá és 1838-ban szemészmesterré; ugyancsak Bécsben 1837-ben műtő oklevelet is nyert. 1836- és 1837-ben József nádor kegyelméből Európa nevezetesebb egyetemeit látogatta s egy évnél tovább a párizsi egyetemen volt. 1838 végén Győr megye kinevezte tiszteletbeli főorvosának s akkor hazájába visszatért. 1839. június 15-én országos szemorvossá neveztetett ki; ezen minőségben 1847-ig az ország különböző vármegyéiben működött és érdemei elismeréseül több vármegye megtette táblabírájává. 1847-ben a pesti egyetemen a szemészet helyettes tanára, 1850. július 23-án annak rendes tanára lett, hol 1874-ig működött. 1864-től 1867-ig a dékáni hivatalt viselte; a pesti jótékony nőegylet által fenntartott és berendezett szürke hályogosok kórházát tanárkodása végeig díjtalanul kezelte. A király érdemeiért 1871. április 30-án a királyi tanácsosi címmel ajándékozta meg. 1874. február 3-án nyugdíjba ment és a tanév végén Gyirmótra költözött.
Cikkei a Gyógyászatban (1862. Szemészeti kórodájából: A köthártya lobos bántalmairól, közli Révay János, heveny érhártyalob mindkét szemben, közli Szimenszky Román).

## Munkái
- De influxu electricitatis in organismum humanum, specimen inaug. Viennae, (1834.)
- A tudomány-egyetem s hallgatóinak feladata. Beszéd az 1866-1867. tanszaknak nov. 4. tartott ünnepélyes megnyitásakor. Buda, 1866. (Egyetemi beszédek.) Online